# (26733) Nanavisitor
(26733) Nanavisitor est un astéroïde de la ceinture principale.

## Description
(26733) Nanavisitor est un astéroïde de la ceinture principale. Il fut découvert le 22 avril 2001 à l'Observatoire Desert Beaver par William Kwong Yu Yeung. Il présente une orbite caractérisée par un demi-grand axe de 2,60 UA, une excentricité de 0,16 et une inclinaison de 2,1° par rapport à l'écliptique.
Il est nommé d'après l'actrice américaine Nana Visitor connue pour avoir joué le rôle de Kira Nerys dans Star Trek: Deep Space Nine.

## Compléments